# Pleiona
Pleiona es un género de foraminífero bentónico considerado homónimo posterior de Pleiona Franzenau, 1888, y sinónimo posterior de Frondicularia de la subfamilia Frondiculariinae, de la familia Nodosariidae, de la superfamilia Nodosarioidea, del suborden Lagenina y del orden Lagenida. Su especie-tipo era Pleiona princeps. Su rango cronoestratigráfico abarca el Holoceno.

## Clasificación
Pleiona incluía a la siguiente especie:
- Pleiona princeps